# 大王店镇
大王店镇，是中华人民共和国河北省保定市徐水区下辖的一个乡镇级行政单位。

## 行政区划
大王店镇下辖以下地区：
大王店东街村、大王店西街村、大王店南街村、大王店北街村、西黑山村、东黑山村、小黑山村、曲水村、佃头村、北孙各庄村、南孙各庄村、小仕庄村、大仕庄村、骆庄村、南隆善村、北龙山村、孟村、西兴隆庄村、小北庄村、坨里村、河北庄村、童庄村、王家庄村、崔官营村、刘官营村、六各庄村、智武营村和马亮营村。